# Guadalupe, Las Margaritas
Guadalupe är en ort i Mexiko.   Den ligger i kommunen Las Margaritas och delstaten Chiapas, i den sydöstra delen av landet, 900 km öster om huvudstaden Mexico City. Guadalupe ligger 798 meter över havet och antalet invånare är 223.
Terrängen runt Guadalupe är huvudsakligen kuperad, men åt sydväst är den bergig. Runt Guadalupe är det ganska tätbefolkat, med 54 invånare per kvadratkilometer. Närmaste större samhälle är San Isidro el Zapotal, 7,4 km väster om Guadalupe. I omgivningarna runt Guadalupe växer huvudsakligen savannskog.